# Дружбиці
Дружбіце (пол. Drużbice) — село в Польщі, у гміні Дружбиці Белхатовського повіту Лодзинського воєводства.
Населення — 141 особа (2011).
У 1975-1998 роках село належало до Пйотрковського воєводства.

## Демографія
Демографічна структура станом на 31 березня 2011 року:
|          | Загалом | Допрацездатний вік | Працездатний вік | Постпрацездатний вік |
| -------- | ------- | ------------------ | ---------------- | -------------------- |
| Чоловіки | 69      | 20                 | 41               | 8                    |
| Жінки    | 72      | 15                 | 47               | 10                   |
| Разом    | 141     | 35                 | 88               | 18                   |